# Gonçalo Pereira Botelho de Castro
Gonçalo Pereira Botelho de Castro[a] foi um político brasileiro que governou a Capitania do Piauí de 3 de agosto de 1769 a 1 de janeiro de 1775. Já havia sido designado, contudo, desde 8 de novembro de 1768. Em seu mandato, foi fundado o núcleo do futuro município de São Gonçalo do Piauí, antiga fazendas jesuítas foram incorporadas à coroa e se estabeleceu o primeiro sistema de correios da capitania. A ele sucede uma junta de governo, pois foi deposto, em decorrência de suas arbitrariedades, e enviado preso à Capitania do Maranhão.